# Amok
AmoK — це пісня німецького гурту Diary of Dreams, написана Адріаном Гейтсом. 
Композиція була видана другим і останнім синглом з альбому Freak Perfume навесні 2002 року.

## Версії
Альбомна версія AmoK — це танцювальний EBM-бойовик. 
Однак на своїх виступах Diary of Dreams майже завжди виконує акустичну версію пісні — лише вокал Хейтса під акомпанемент роялю.

## Композиції
1. Amok [5:11]
2. Victimized (Upgrade 02) [5:37]
  - Спів-продюсер — Dr. Myer
  - Вокал — Xenia Seeberg
3. Ex-île (Upgrade 03) [5:51]
  - Спів-продюсер — Dr. Myer
4. Butterfly:Dance! (Upgrade 02) [5:06]
  - Спів-продюсер — Dr. Myer

Треки з 2 до 4 — це нові версії старих пісень.

## Склад учасників
- Оформлення — dx.15, user.dx
- Інженери — (Os)mium, Адріан Хейтс
- Мастеринг — Крістіан Циммерлі
- Мікс — Адріан Хейтс, Райнер Ассманн
- Продюсер, лірика, музика — Адріан Хейтс